# Pikes Peak International Hill Climb

Logo des Pikes Peak Hill Climb 2013

Pikes Peak Hill Climb Course Map

Das Pikes Peak International Hill Climb (PPIHC), auch „Race To The Clouds“ genannt, ist ein Bergrennen für Rennwagen und Motorräder auf dem Pikes Peak, einem Berg der Front Range der Rocky Mountains im US-amerikanischen Bundesstaat Colorado.

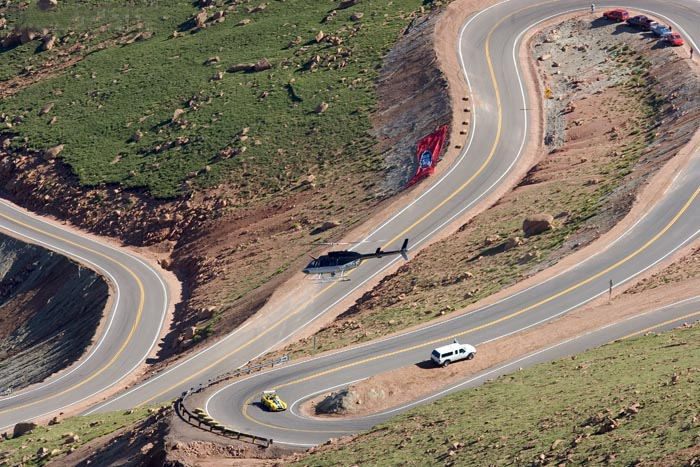
Während die Rennstrecke früher komplett geschottert war, ist sie seit August 2011 vollständig asphaltiert

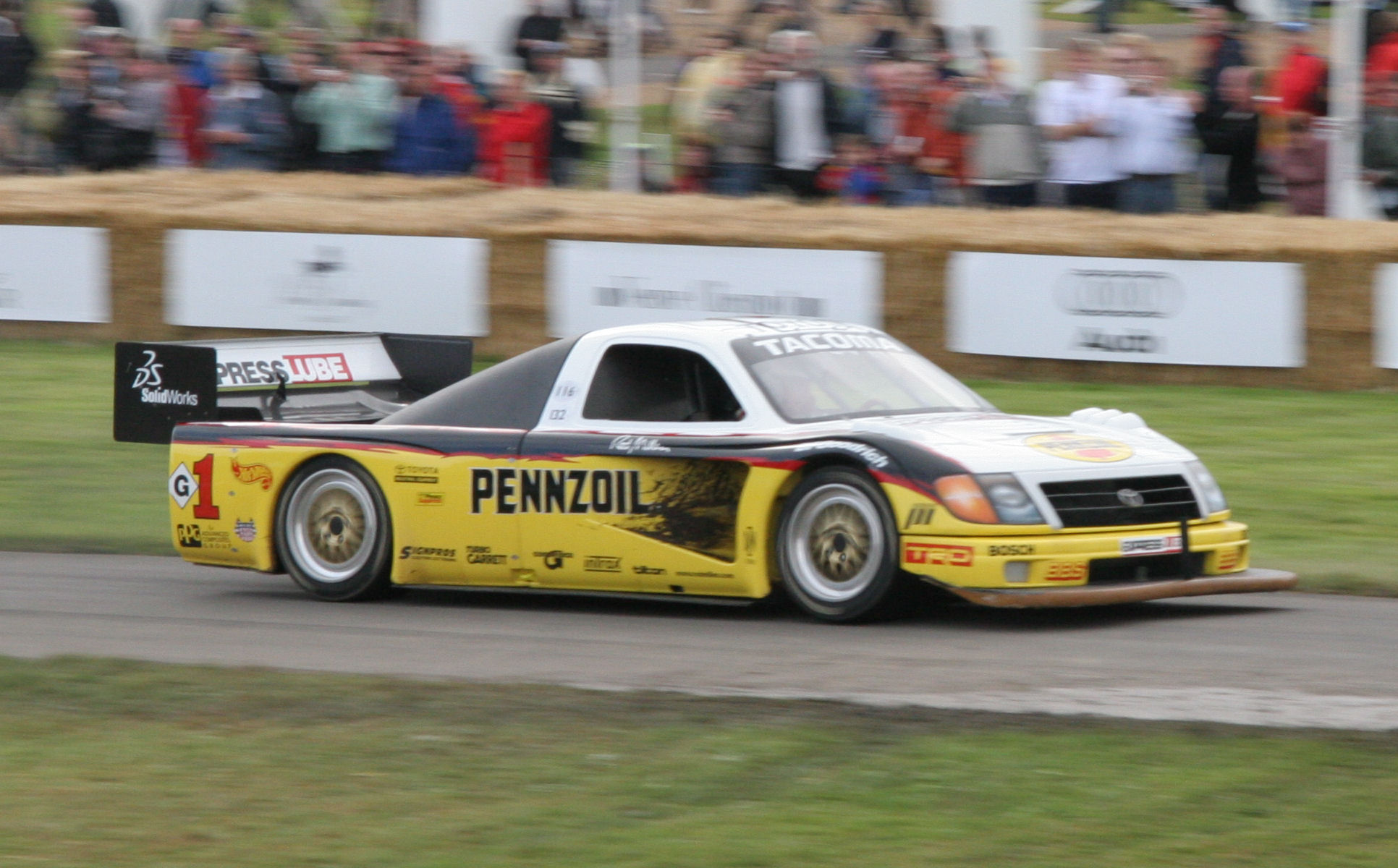
2007: Rod Millens Pikes Peak Toyota Tacoma in Goodwood

Das Rennen wurde bereits 1916 zum ersten Mal organisiert, um die als Touristenattraktion erbaute Straße zum Gipfel des Pikes Peak landesweit bekannt zu machen. Ursprünglich fand das Rennen jeweils am 4. Juli (Independence Day) statt, 2009 wurde die 87. Auflage des Klassikers erst am 19. Juli ausgetragen. 2010 und 2011 fanden die Rennen bereits am letzten Juni-Wochenende statt. 2012 war der 8. Juli als Renntag vorgesehen, aber der Waldbrand Waldo Canyon Fire erzwang eine Verschiebung, sodass es am 12. August stattfand.
Die Renndistanz beträgt 19,99 Kilometer (12,42 Meilen), die Strecke umfasst 156 Kurven. Der Start liegt auf 2.862 Metern Höhe, und es werden 1.439 Meter Höhenunterschied bei durchschnittlich 7 % Steigung der Straße bewältigt. Auf dem Weg zum Ziel, das sich auf dem Gipfel (The Summit) in 4.301 Metern (14.110 Fuß) Höhe über dem Meeresspiegel befindet, verlieren die Fahrzeuge mit Verbrennungsmotoren durch die dünne Höhenluft rund ein Drittel ihrer Leistung. In den ersten Jahren war die Piste zum größten Teil geschottert und verfügte über einzelne Pflasterstein-Passagen, die später jedoch asphaltiert wurden. 2001 wurde auf Initiative von Umweltschützern damit begonnen, auch die bisher unbefestigten Streckenabschnitte mit Asphalt zu belegen, seit August 2011 ist die gesamte Rennstrecke asphaltiert. Somit wurde das PPIHC bei seiner 90. Auflage 2012 erstmals über eine vollständig befestigte Strecke ausgetragen.
Das Pikes Peak International Hill Climb gilt als anspruchsvolles Rennen, da sich für die Teilnehmer nur begrenzte Trainingsmöglichkeiten bieten. So werden die Qualifikationsläufe nur auf einem Teilstück ausgetragen, während das Rennen auf dem Pikes Peak aus einem einzigen Wertungslauf besteht. Dabei besteht zudem die Gefahr, dass die Fahrer von unvermittelten Wetterumschwüngen überrascht werden können, deren Ursache in den verschiedenen Höhenlagen der Strecke liegen. In einzelnen Fällen führten die vorherrschenden Witterungsbedingungen am Pikes Peak zu einer Verkürzung der Renndistanz, da im oberen Streckenteil noch Schnee lag oder zu starker Nebel herrschte.
Rekordsieger beim Pikes Peak International Hill Climb ist der US-Amerikaner Bobby Unser. Er konnte das Rennen insgesamt 13-mal gewinnen. Überhaupt gilt die Rennfahrerdynastie der Unsers als die „Royal Family“ des Pikes Peak. So konnte bereits der Onkel von Bobby, Louis Unser jr., das Rennen neunmal gewinnen, sein Bruder Al Unser konnte zweimal siegen, und auch der Sohn von Bobby, Robby Unser, war bereits achtmal erfolgreich. Louis Unser hielt auch viele Jahre lang den Rekord für die meisten Zielankünfte mit 36. Dieser Rekord wurde 2011 von Randy Schranz gebrochen, als dieser sein 37. Rennen seit 1972 beenden konnte. Weitere berühmte Fahrer, die am Pikes Peak gewinnen konnten, sind die Indycar-Fahrer Mario Andretti und Rick Mears sowie die Rallyefahrer Michèle Mouton, Walter Röhrl und Ari Vatanen.

## Geschichte

### Die ersten Jahre
Das Pikes Peak International Hill Climb wurde 1916 zum ersten Mal ausgetragen. Begründer des Rennens war Spencer Penrose, ein Bürger der Stadt Colorado Springs und Investor, der sich damit einen Image-Gewinn für die Region versprach. Penrose stiftete auch eine Trophäe, die bis zur nächsten Austragung des Rennens im Besitz des jeweiligen Gesamtsiegers verbleiben sollte. Der Berg wurde sowohl mit Autos als auch mit Motorrädern in Angriff genommen. Die Zweiräder stammten größtenteils von der Excelsior Motorcycle Company, die Autos waren offene Rennwagen mit Frontmotoren (Open Wheel). Bedingt durch viele auftretende Pannen bestritt jeder Fahrer mit einem Mechaniker an seiner Seite das Rennen, später gingen die Fahrer in Einsitzern auf die Strecke. Der erste Pikes-Peak-Champion hieß Rea Lentz, der mit einem Romano Dämon Special die Strecke mit einer Zeit von 20:56 Minuten absolvierte. Zum Teilnehmerfeld gehörten auch Rennsport-Pioniere wie Eddie Rickenbacker und Barney Oldfield.
Wegen des Ersten Weltkriegs erfuhr das Bergrennen eine dreijährige Pause und wurde erst wieder 1920 – mittlerweile durch den damaligen Motorsportverband AAA sanktioniert – wiederaufgenommen. Die folgenden Jahre standen im Zeichen von Glen Schultz, der mit insgesamt acht Titeln zwischen 1923 und 1933 die erste Ära im Pikes-Peak-Rennen begründete.
1929 wurde mit der „Super Stock Category“ eine zweite Fahrzeugklasse eingeführt. Obwohl nach sechs Jahren vorerst wieder eingestellt, ist sie seit 1956 fester Bestandteil des Bergrennens.

### Im Zeichen der Unser-Familie
1926 debütierte mit Joe Unser der erste Vertreter einer Rennfahrerfamilie, die seitdem den Wettbewerb prägte und 1934 durch Joes Bruder Louis Unser den ersten Sieg zu verzeichnen hatte. Die nächsten 20 Jahre bildete dessen anhaltender Zweikampf mit Landsmann Al Rogers den sportlichen Höhepunkt bei den Rennen. Rogers erreichte dabei fünf, Louis Unser neun Siege. 1953 stellte er dabei mit 15:15,40 Minuten einen neuen Streckenrekord auf.
Mitte der 1950er Jahre hatte die nächste Generation ihr Debüt beim Pikes Peak International Hill Climb. Jerry Unser, der in der „Super Stock Category“ startete, starb jedoch 1959 nach einem Unfall beim Training zur Indy 500. Seine jüngeren Brüder Bobby Unser und Al Unser siegten dagegen mehrmals, wobei Bobby mit insgesamt 13 Titeln – acht davon in der Open Wheel Category – zum Rekordsieger avancierte. 1968 gelang es ihm als erstem Fahrer, unter 12 Minuten zu bleiben.
Die dritte Generation debütierte 1976 mit Bobby Unser jr., dem kurz darauf sein Cousin Al Unser jr. und 1987 sein Bruder Robby Unser folgten, der achtmal das Rennen gewann. In den 1990er Jahren gehörten Johnny Unser, der Sohn von Jerry Unser und Jeri Unser, die Schwester von Bobby Jr. und Robby Unser, dem Teilnehmerfeld an. Insgesamt nahmen bis 2011 12 Mitglieder dieser Rennfahrerfamilie am Pikes Peak International Hill Climb teil.

### Aufstieg und Erfolg der sogenannten Rallye-Fahrzeuge
In den frühen 1970er Jahren erfuhr die Open Wheel Category eine technische Neuerung, als die bis dahin mit Frontmotor ausgestatteten „Sprint Cars“ zunehmend von tiefergelegten Rennwagen mit Heckmotor verdrängt wurden. Knapp zehn Jahre später erlebte die schnellste Fahrzeugklasse erneut eine technische Weiterentwicklung. Fortan bestimmten speziell für das Bergrennen ausgelegte Fahrzeuge das Tempo. Der erfolgreichste Vertreter dieser Wagengattung war der Wells Coyote Chevy, der von den Pikes-Peak-Gesamtsiegern der Jahre 1981 bis 1984 gefahren wurde.
1981 wurde mit der Open Rally Category eine Klasse in das Programm aufgenommen, deren Fahrzeuge zumeist aus der vorrangig in Europa ausgetragenen Rallye-Weltmeisterschaft stammten. In den ersten Jahren dominierte Audi das Rennen, auch deswegen, weil die Fahrzeuge mit Allradantrieb fuhren, mit dem sie auf der noch vollständig geschotterten Strecke eindeutig im Vorteil waren. Der US-amerikanische Rallyefahrer John Buffum blieb 1982 und 1983 mit seinem Audi quattro noch rund eine halbe Minute über den Zeiten der Rekordfahrer, doch bald darauf wurde Audi zu einem ebenbürtigen Gegner. 1985 holte sich Michèle Mouton als erste Frau mit ihrem Audi als erstes Fahrzeug der Open Rally Category den Gesamtsieg. Im Jahr zuvor waren sie (zusammen mit ihrer italienischen Beifahrerin Fabrizia Pons als Streckenaufschrieb-Vorleserin) und der Norweger Martin Schanche die ersten Europäer, die sich am Pikes Peak versuchten. Nachdem Schanche in Führung liegend nach etwa einem Drittel der Distanz einen Reifenschaden vorne rechts an seinem 560 PS starken Ford Escort Mk3 4×4 erlitten hatte, konnte Mouton den Rallye-Kategorie-Sieg erringen, mit 12:10,38 Minuten jedoch noch nicht in absoluter Bestzeit. Den Gesamtsieg holte sich mit Bill Brister ein Open-Wheel-Pilot und legte dabei eine Zeit von 11:42,82 vor. Doch die 1985er 11:25,30 Minuten von Mouton auf einem Audi Sport quattro waren endlich ein neuer Streckenrekord. Im Jahr darauf gab Audi dem zwölffachen Pikes-Peak-Sieger Bobby Unser die Chance, mit einem Werks-Quattro sein Glück zu versuchen. In 11:09,22 Minuten fuhr der US-Amerikaner zu seinem dreizehnten Sieg und zu einem weiteren neuen Streckenrekord.

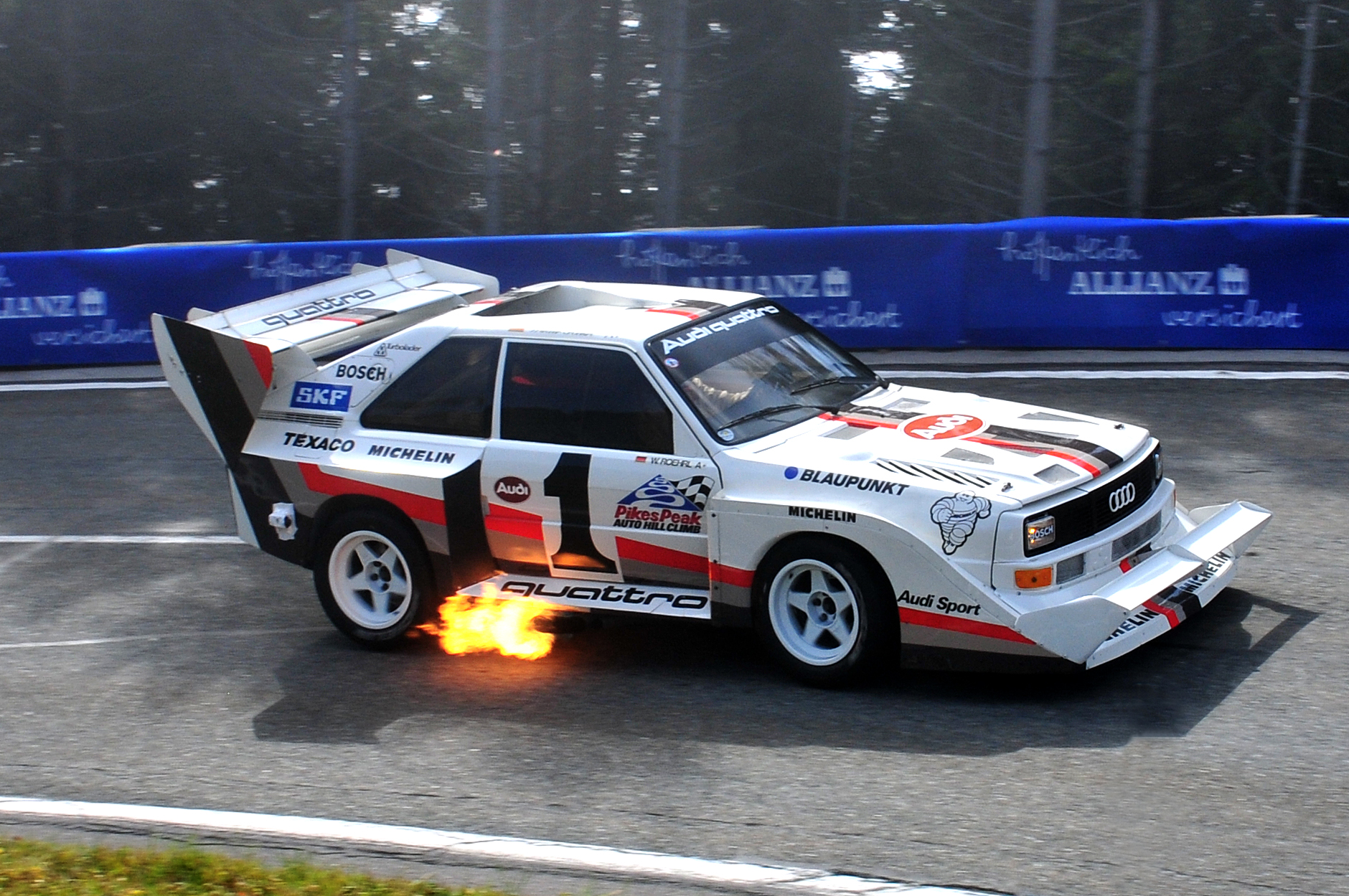
Audi S1 Pikes Peak gefahren von Walter Röhrl beim 1. Rossfeldbergrennen im Jahr 2013

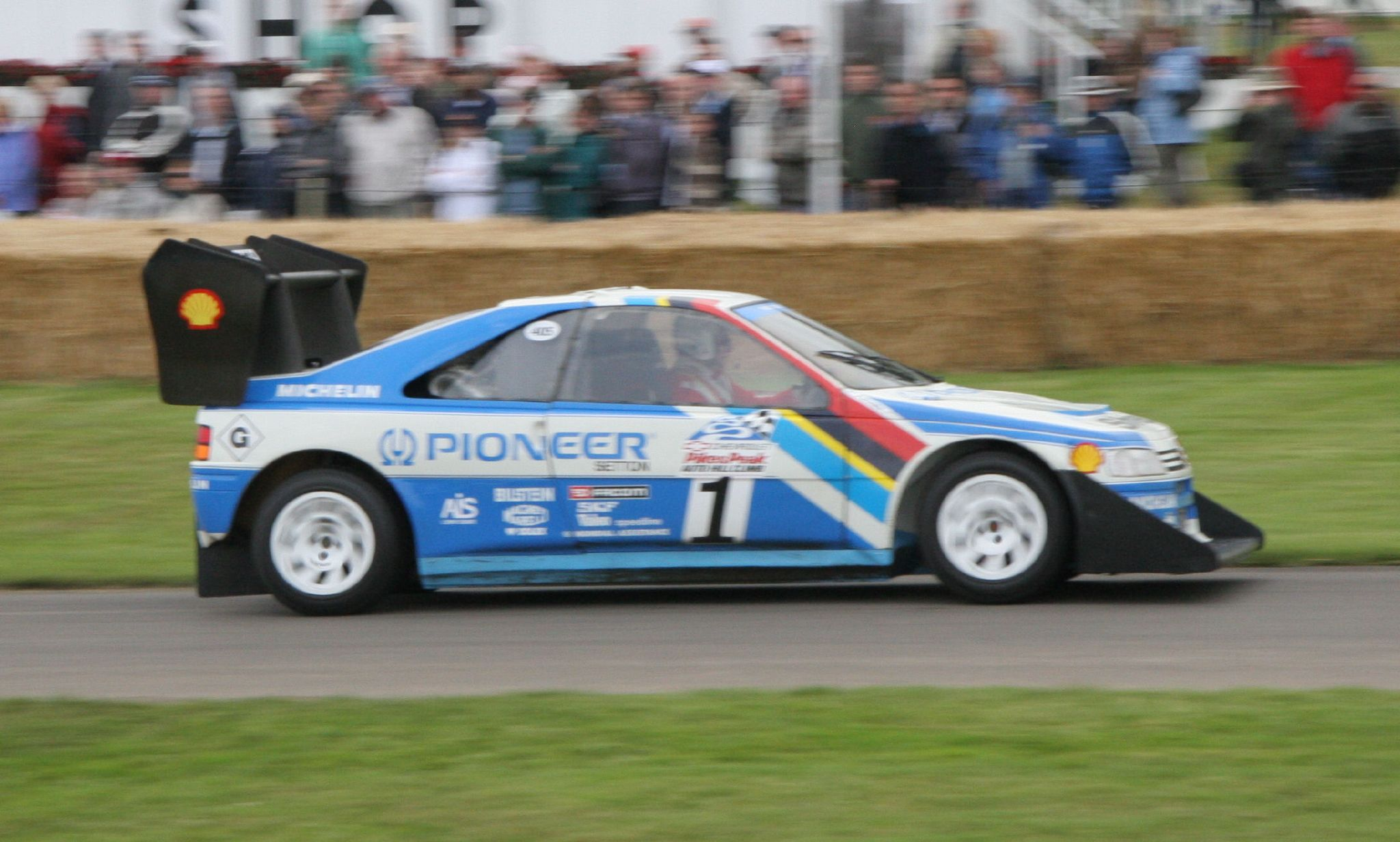
Peugeot 405 Turbo 16 Pikes Peak

Im Jahr 1987 kam es zum Aufeinandertreffen der Werksmannschaften von Audi und Peugeot. Audi brachte eine nach den Erfahrungen der Vorjahre entstandene Weiterentwicklung des Audi quattro S1 aus der Gruppe B der Rallye-Weltmeisterschaft, den 440 kW (598 PS) starken Audi Sport quattro E2 Pikes Peak, an den Start. Gefahren wurde das Auto vom zweifachen Rallye-Weltmeister Walter Röhrl. An der Spitze des Peugeot-Teams stand der ehemalige Rallye-Weltmeister Ari Vatanen mit dem Peugeot 205 T16 E2 Pikes Peak, sein Landsmann Juha Kankkunen fuhr ein baugleiches Auto, ebenso der Italiener Andrea Zanussi. Im Ziel angekommen unterbot Röhrl mit 10:47,850 Minuten als erster Fahrer die 11-Minuten-Marke für dieses Rennen und bescherte Audi damit auch den dritten Gesamtsieg in Folge. Sein stärkster Konkurrent Vatanen hatte mit seinem Peugeot ab etwa der Hälfte der Strecke Probleme mit dem Öldruck und benötigte 7 Sekunden mehr als Röhrl.
1988 kehrte Peugeot mit einem neuen Auto, dem Peugeot 405 Turbo 16 Pikes Peak, zurück. In Abwesenheit von Audi konnte Vatanen diesmal das Rennen für sich entscheiden, wobei er den Rekord von Walter Röhrl aus dem Vorjahr trotz schlechten Wetters um 63 Hundertstelsekunden verbesserte. Im Jahr darauf gewann mit Robby Unser wiederum ein Peugeot-Fahrer, der allerdings mit 10:48 Minuten einen weiteren Rekord knapp verfehlte.
Nachdem Peugeot fünf Jahre lang im Besitz des absoluten Streckenrekordes war, wechselte die Bestmarke 1993 noch einmal in die traditionelle Pikes-Peak-Kategorie. Der US-Amerikaner Paul Dallenbach gewann dabei mit einem Davis-Chevrolet in einer Zeit von 10:43 Minuten.

### Austragung 1994 unter optimalen Streckenbedingungen
Im Jahr 1994 kam es zu einer Anzahl neuer Rekorde. Verantwortlich dafür waren besonders günstige Streckenverhältnisse. Der lose Schotterbelag der Strecke war nach der Verwendung von Staubblockern in diesem Jahr sehr fest, so dass Bedingungen fast wie auf Asphalt herrschten und in den Kurven teilweise sogar schwarze Reifenspuren auf dem Schotterbelag sichtbar wurden. Mit dem Neuseeländer Rod Millen konnte diesmal wieder ein Pilot aus der Rallye-Klasse gewinnen, die mittlerweile in „Unlimited Category“ umbenannt worden war. Auf einem allradgetriebenen Toyota-Celica-Mittelmotor-Spezialfahrzeug mit 625 kW (850 PS) bewältigte Millen den Pikes Peak in überragenden 10:04 Minuten und blieb damit fast 40 Sekunden unter der alten Bestzeit. Und auch der Sieger der Open-Wheel-Kategorie, Robby Unser, war mit knapp 10:06 Minuten nur unwesentlich langsamer.
Obwohl Rod Millen – jeweils in der Unlimited Category – bis 1999 noch vier weitere Gesamtsiege feiern konnte, blieb seine Rekordmarke aus dem Jahre 1994 unangetastet und sollte erst 13 Jahre später unterboten werden. Auch andere Rekorde aus diesem Rennen hielten für längere Zeit. So wurde der Stock-Car-Rekord von Bobby Regester erst im Jahr 2010 gebrochen, während der Open-Wheel-Rekord von Robby Unser noch bis heute (Stand: 2011) Bestand hat.

### Jagd auf die 10-Minuten-Marke

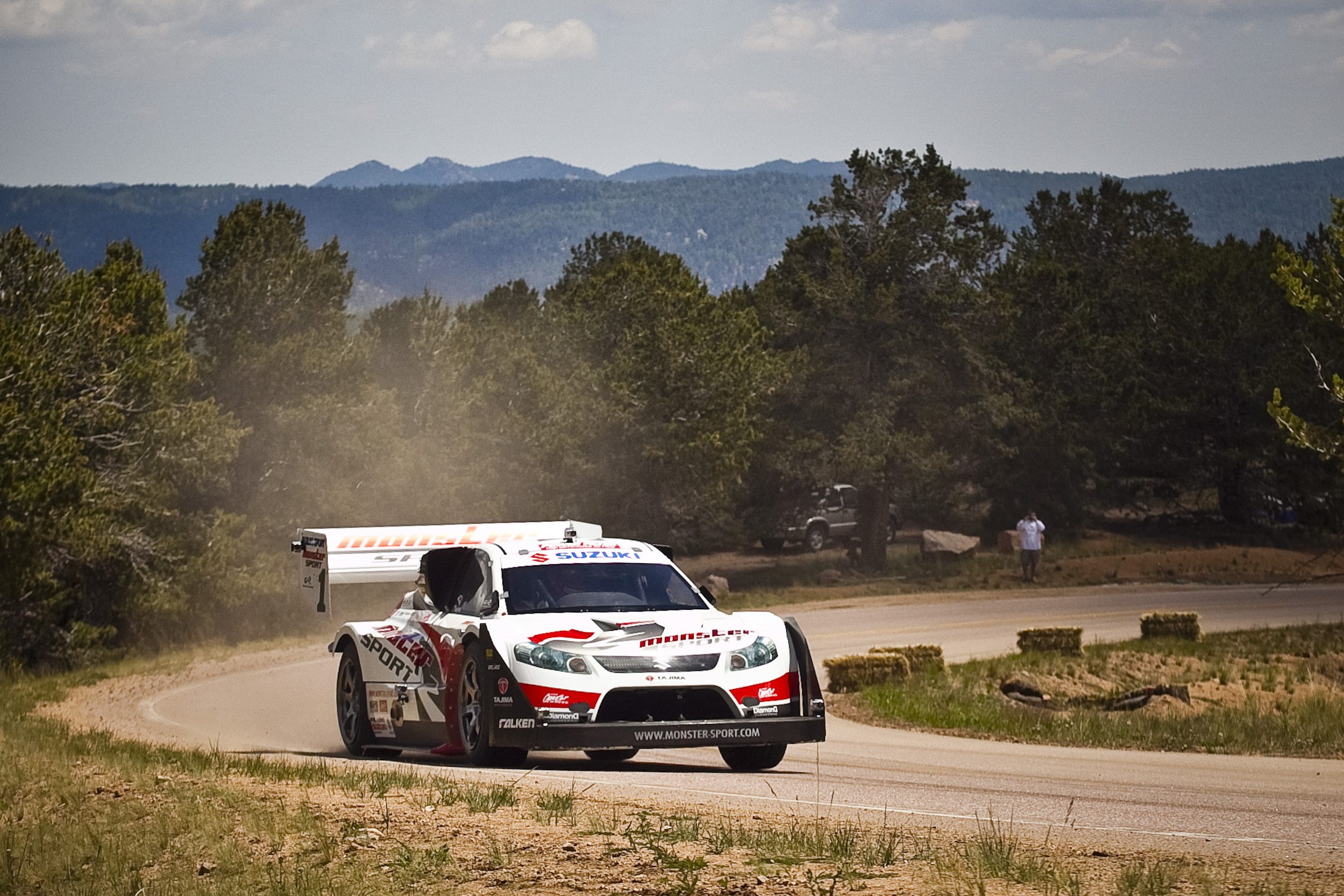
2010: Der Monster Sport SX4 Hill Climb Special von Suzuki

Ab 2001 wurden immer mehr Teile der zuvor unbefestigten Strecke asphaltiert, wodurch die Fahrzeuge jetzt in bestimmten Abschnitten höhere Geschwindigkeiten erreichen. Jedoch wird der somit entstandene Zeitvorteil teilweise dadurch kompensiert, dass die asphaltierten Streckenteile deutlich schmaler sind als die zuvor weit ausladende Schotterpiste. Somit ist die Wahl der Linienführung eingeschränkt und die Strecke insbesondere im Bereich von Haarnadelkurven weniger flüssig zu durchfahren.

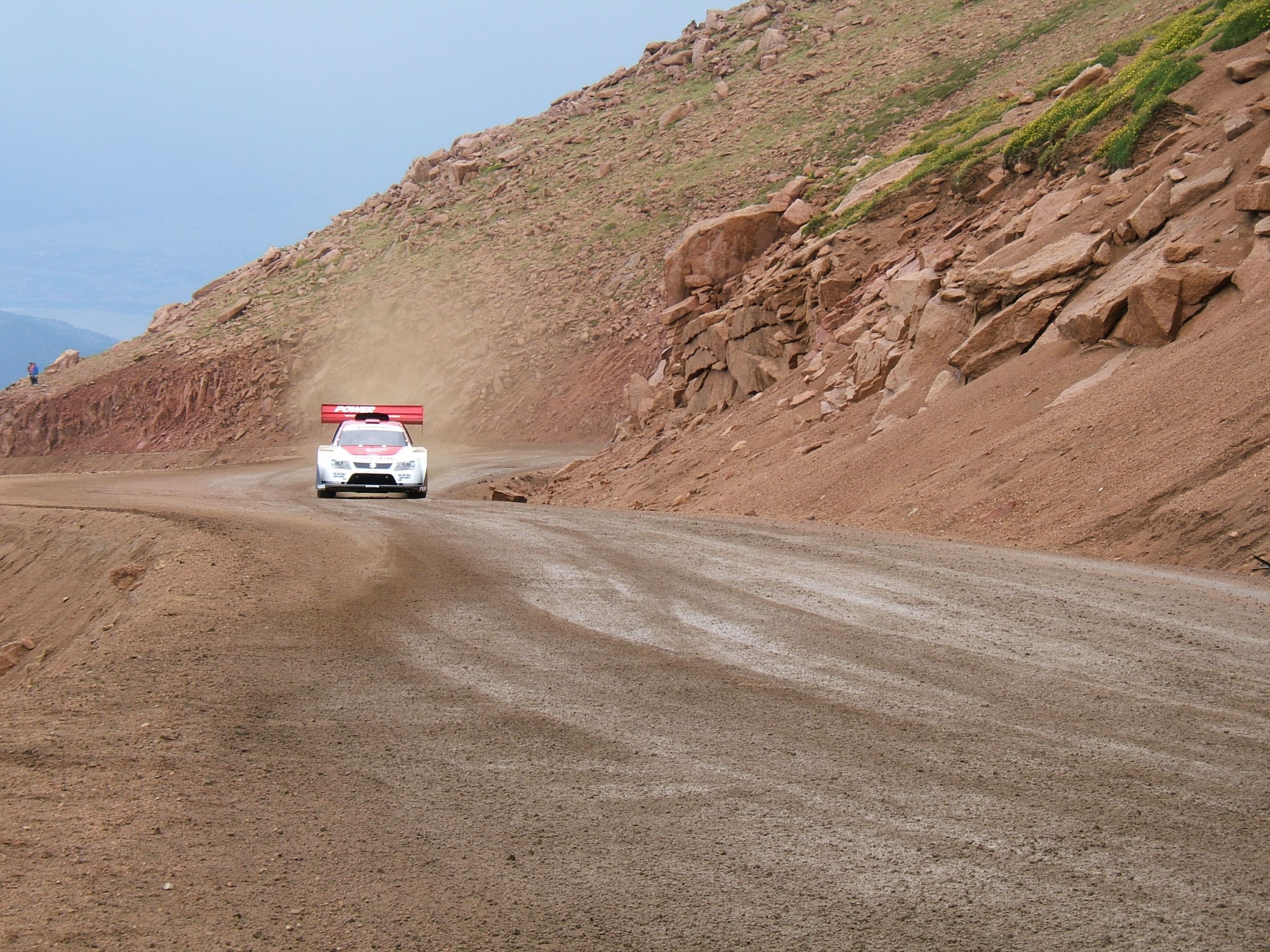
Race To The Clouds 2006: Der Suzuki Grand Vitara des Japaners Nobuhiro „Monster“ Tajima am Berg

Am 21. Juli 2007 gelang es schließlich dem Japaner Nobuhiro „Monster“ Tajima, den 1994er-Rekord von Rod Millen zu unterbieten. Tajima benötigte mit dem auf Meereshöhe 740 kW (1.006 PS) starken Suzuki XL7 Hill Climb Special (V6-TwinTurbo-Motor mit 3,6 l Hubraum) 10:01 Minuten. Die 10-Minuten-Grenze jedoch blieb bestehen und wurde durch das denkbar knappe Scheitern von Tajima noch werbewirksamer, so dass im Jahr 2008 vom Veranstalter sogar eine Extra-Prämie von 25.000 Dollar für ihr Unterschreiten ausgelobt wurde. Obwohl Tajima diesmal über seiner Rekordmarke blieb, gewann er mit 10:18 Minuten erneut das Rennen überlegen. Auch 2009 und 2010 konnte der Japaner mit einem neu aufgebauten Suzuki-SX4-Prototypen das Rennen für sich entscheiden, aber keinen neuen Rekord aufstellen.

### 2011 – Die 10-Minuten-Marke wurde unterboten

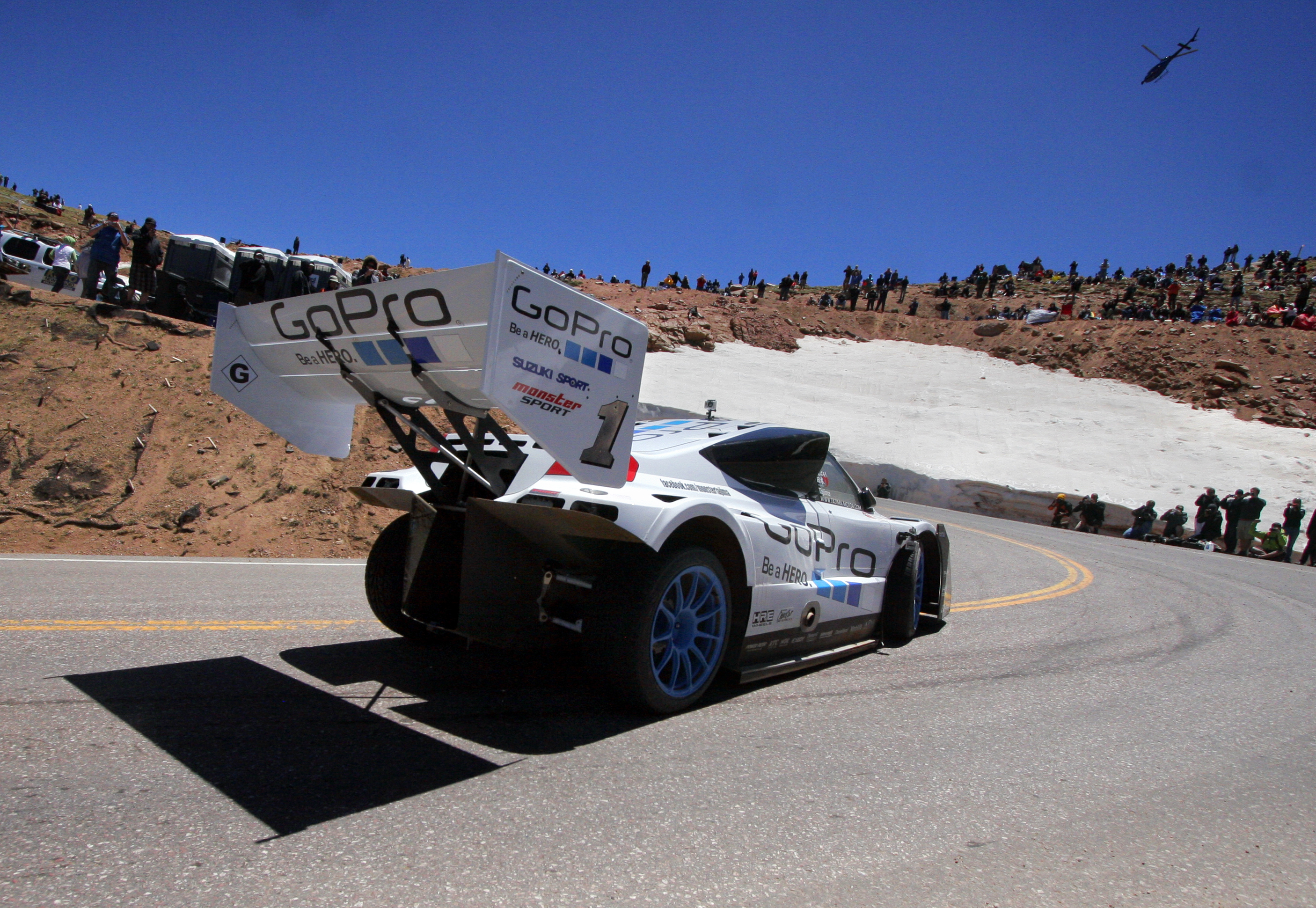
2011: Tajima unterbietet erstmals die 10 Minuten.

Am 27. Juni 2011 erreichte Nobuhiro Tajima als erster Fahrer eine Zeit unter 10 Minuten. Auf der mittlerweile zu rund 75 % asphaltierten Strecke gewann der Suzuki-Pilot in 9:51 Minuten. Den zweiten Platz holte sich der Sohn des früheren Rekordhalters Rod Millen, Rhys Millen, mit einem Hyundai-Prototypen in 10:09 Minuten. Dritter wurde der Franzose und dreifache Trophée-Andros-Sieger Jean-Philippe Dayraut auf einem Dacia-Duster-Prototypen in 10:17 Minuten.

### 2012 – Die Rekorde fallen
Im Jahr 2012 fand das Rennen dann auf einer komplett asphaltierten Strecke statt, so dass in vielen Klassen neue Rekorde aufgestellt werden konnten. Erstmals konnten auch zwei Fahrer auf Motorrädern unter 10 Minuten bleiben, Carlin Dunne in 9:52,819 Minuten und Greg Tracy in 9:58,262 Minuten, beide auf einer Ducati Multistrada. Die favorisierten Fahrer der Unlimited- und Elektro-Klasse hatten einiges an Pech. So kamen in der Unlimited-Klasse nur zwei Fahrzeuge ins Ziel. Paul Dallenbach überstand einen schweren Unfall nahezu unverletzt. Der Vorjahresdritte Jean-Philippe Dayraut kam auf seinem Dacia Duster ebenso wenig ins Ziel wie die beiden Ford RS200 von Pat Doran und Mark Rennison, so dass der Sieg in der Unlimited-Klasse an David Donner auf einem Palatov D4PPS in 10:04,652 Minuten ging. In der Electric-Vehicle-Klasse wurde das neue Projekt von Streckenrekordhalter Nobuhiro Tajima, der E-Runner Pikes Peak Special, ein Raub der Flammen. Der Sieg ging an den Japaner Fumio Nutahara auf einem Werks-Toyota TMG EVP002, der in 10:15,380 Minuten einen neuen Rekord für Elektrofahrzeuge aufstellte. Die Pikes-Open-Klasse gewann Romain Dumas in einem Porsche 911 GT3 R, der in 9:46,181 Minuten einen neuen Streckenrekord aufstellte. Das Wetter verschlechterte sich währenddessen kontinuierlich. Rhys Millen konnte in seinem Hyundai Genesis Coupé den Streckenrekord noch auf 9:46,164 Minuten senken, obwohl es zu diesem Zeitpunkt auf dem Berg bereits zu schneien begann. Diese Zeit genügte für den Sieg in der Time-Attack-Klasse und den Gesamtsieg. Alle verbleibenden Klassen, darunter die traditionelle Open-Wheel-Klasse, konnten aufgrund des Schneefalls nur noch auf einer verkürzten Strecke gefahren werden.

### 2013
Nach Sébastien Loebs Rekordfahrt auf einem Peugeot 208 T16 Pikes Peak, wobei er die vorherige Bestzeit mit 8:13.878 min um 1:32,285 min unterbot, dachten die Veranstalter aus Sicherheitsgründen darüber nach, die Klasse der Unlimited-Autos ab dem Jahr 2014 mit neuen Regeln zu begrenzen.

### 2015 – Erster Sieg eines Elektroautos
Erstmals in der Geschichte des Rennens konnte ein Elektroauto, eine Spezialanfertigung namens e0 PP03, das Rennen über alle Klassen gewinnen. Auch der zweite Platz wurde von einem Elektroauto errungen, ebenfalls eine Spezialanfertigung der Firma Rimac Automobili. Diese Fahrzeuge hatten um die 1 Megawatt (1300 PS) Leistung. Bereits im Jahr 2014 hatten Elektroautos die Plätze 2 und 3 erreicht. Elektroautos wiegen zwar mehr als konventionelle Autos, profitieren in großen Höhen allerdings von ihrer Unabhängigkeit vom Sauerstoff der Luft.

### 2018 – Elektroauto stellt erstmals neuen Allzeitrekord auf

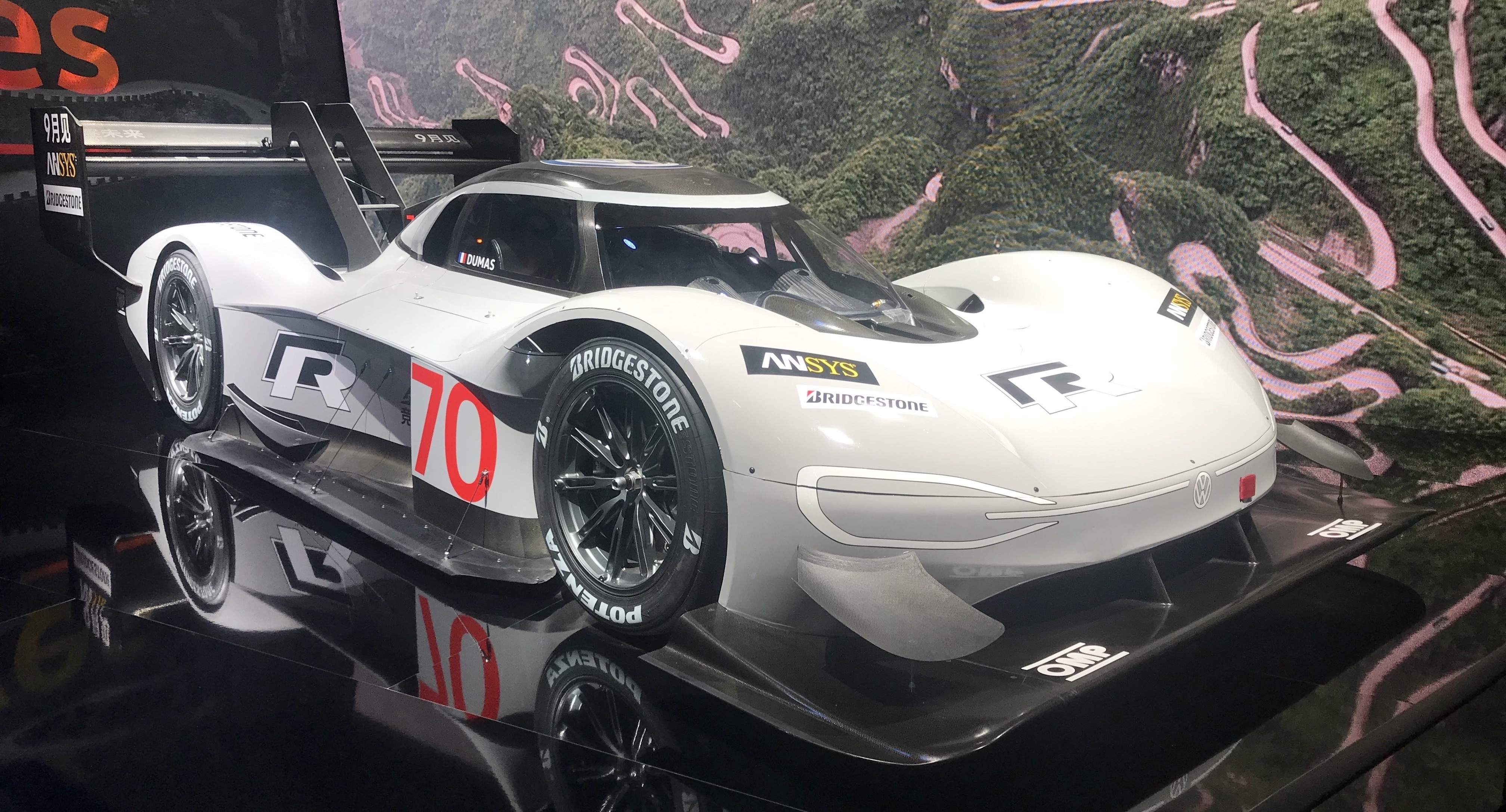
Das Rekordfahrzeug Volkswagen I.D. R Pikes Peak

Beim Rennen vom 24. Juni 2018 stellte erstmals in der langen Geschichte des Rennens ein Elektroauto einen neuen Allzeitrekord auf. Der französische Rennfahrer Romain Dumas bewältigte die Strecke in dem vollelektrischen Volkswagen I.D. R in 7 Minuten 57 Sekunden und damit schneller als jedes Fahrzeug zuvor. Elektroautos sind bei diesem Rennen den Autos mit Verbrennungsmotor überlegen, da zum einen durch die kurze Strecke das Reichweitenproblem nicht zum Tragen kommt, zum anderen die große Beschleunigungskraft der Elektromotoren beim Sprint auf den Berg ausgespielt werden kann. Außerdem entfällt der Leistungsabfall von Verbrennungsmotoren, der sich auf dem Pikes-Peak-Highway bei dem hier kontinuierlich ansteigenden Höhenniveau bis zur Ziellinie am Summit immer stärker bemerkbar macht. Manche Kommentatoren gehen davon aus, dass zukünftig die Elektroautos dieses Rennen dominieren werden.

## Entwicklung der absoluten Bestzeiten (seit 1968)

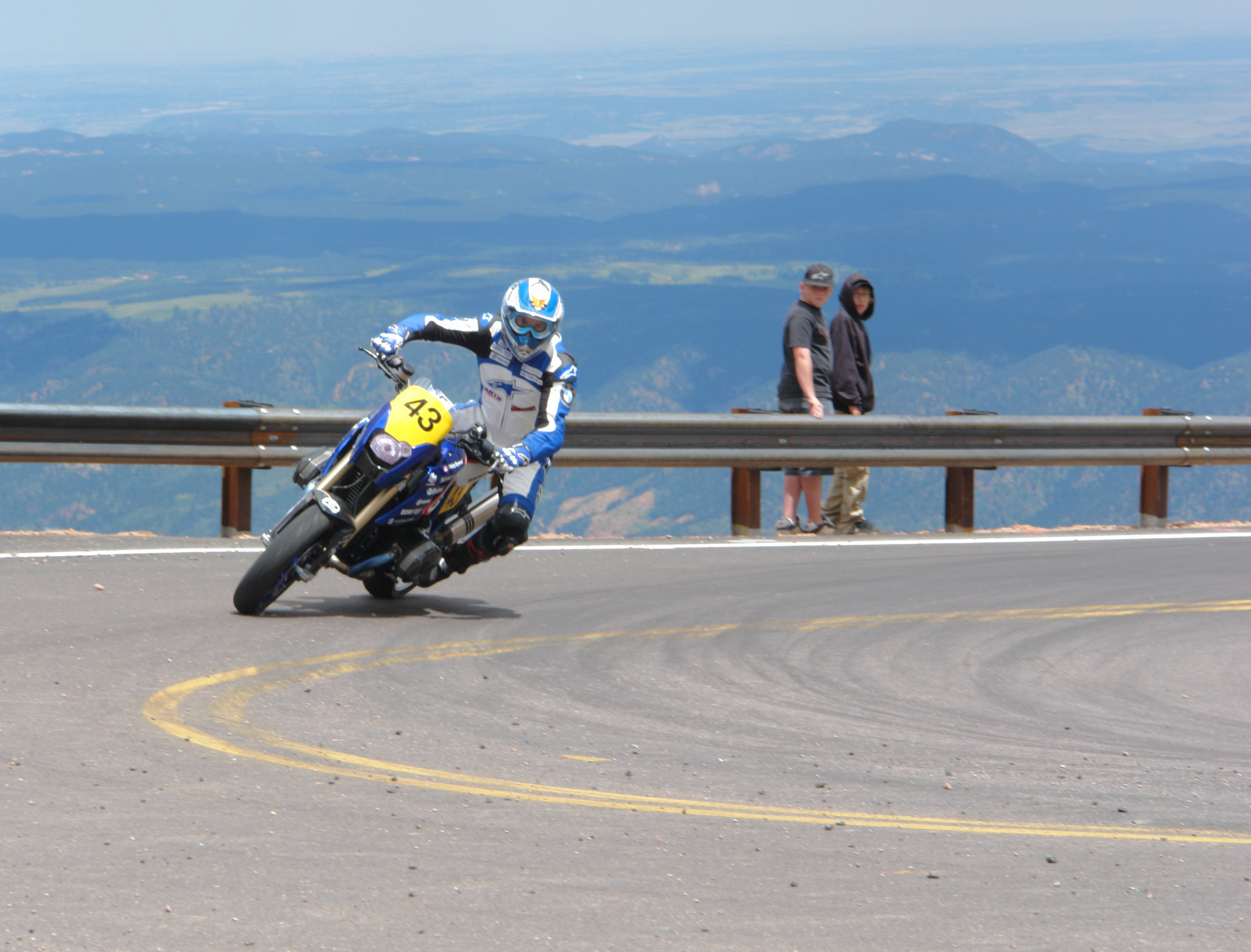
Motorrad-Teilnehmer auf einer BMW kurz vor dem Gipfel

- 1968: 11:54,90 Minuten – Bobby Unser (USA), Rislone Special (Open Wheel Category)
- 1979: 11:54,18 Minuten – Dick Dodge jr. (USA), Hoffpauir Wells Coyote Chevy (Open Wheel Category)
- 1982: 11:44,82 Minuten – Bill Brister (USA), Woziwodzki Wells Coyote Chevy (Open Wheel Category)
- 1983: 11:38,30 Minuten – Al Unser jr. (USA), Woziwodzki Wells Coyote Chevy (Open Wheel Category)
- 1985: 11:25,39 Minuten – Michèle Mouton (F), Audi Sport quattro (Open Rally category)
- 1986: 11:09,22 Minuten – Bobby Unser (USA), Audi Sport quattro S1 (Open Rally category)
- 1987: 10:47,85 Minuten – Walter Röhrl (D), Audi Sport quattro S1 „Pikes Peak“ (Open Rally category)
- 1988: 10:47,22 Minuten – Ari Vatanen (FIN), Peugeot 405 Turbo 16 „Pikes Peak“ (Open Rally category)
- 1993: 10:43,63 Minuten – Paul Dallenbach (USA), Davis Chevrolet (Open Wheel Category)
- 1994: 10:04,06 Minuten – Rod Millen (NZL), Toyota Celica Turbo „Pikes Peak“ (Unlimited Category)
- 2007: 10:01,408 Minuten – Nobuhiro Tajima (J), Suzuki XL7 Hill Climb Special (Unlimited Category)
- 2011: 09:51,278 Minuten – Nobuhiro Tajima (J), Suzuki SX4 (Unlimited Category)
- 2012: 09:46,181 Minuten – Romain Dumas (F), Porsche 911 GT3 R (Pikes Peak Open Category)
- 2012: 09:46,164 Minuten – Rhys Millen (NZL), Hyundai Genesis Coupé (Time Attack Category)
- 2013: 08:13,878 Minuten – Sébastien Loeb (F), Peugeot 208 T16 Pikes Peak (Unlimited Category)
- 2018: 07:57.148 Minuten – Romain Dumas (F), Volkswagen I.D. R Pikes Peak (Unlimited Category, Elektroauto)

## Alle Sieger

### Gesamtsieger
| Year      | Winner                                           | Vehicle                                          | Time                                             | Notes                                            |
| --------- | ------------------------------------------------ | ------------------------------------------------ | ------------------------------------------------ | ------------------------------------------------ |
| 1916      | Rea Lentz                                        | Romano Special                                   | 20:55.600                                        |                                                  |
| 1917–1919 | Keine Wettkämpfe während des 1. Weltkrieges      | Keine Wettkämpfe während des 1. Weltkrieges      | Keine Wettkämpfe während des 1. Weltkrieges      | Keine Wettkämpfe während des 1. Weltkrieges      |
| 1920      | Otto Loesche                                     | Lexington Special                                | 22:25.400                                        |                                                  |
| 1921      | King Rhiley                                      | Hudson Special                                   | 19:16.200                                        |                                                  |
| 1922      | Noel Bullock                                     | Ford Special                                     | 19:50.900                                        |                                                  |
| 1923      | Glen Schultz                                     | Hudson Essex                                     | 18:47.000                                        |                                                  |
| 1924      | Otto Loesche                                     | Lexington Special                                | 18:15.000                                        |                                                  |
| 1925      | Charles H. Myers                                 | Chandler Special                                 | 17:48.400                                        |                                                  |
| 1926      | Glen Schultz                                     | Stutz                                            | 18:19.400                                        |                                                  |
| 1927      | Glen Schultz                                     | Stutz                                            | 18:25.100                                        |                                                  |
| 1928      | Glen Schultz                                     | Stutz Special                                    | 17:41.600                                        |                                                  |
| 1929      | Edward Phillips                                  | Shultz Stutz 8                                   | 18:22.800                                        |                                                  |
| 1930      | Glen Schultz                                     | Stutz DV-32                                      | 18:08.700                                        |                                                  |
| 1931      | Charles H. Myers                                 | Hunt Special                                     | 17:10.300                                        |                                                  |
| 1932      | Glen Schultz                                     | Shultz/Stutz Special                             | 16:47.200                                        |                                                  |
| 1933      | Glen Schultz                                     | Stutz DV-32                                      | 17:27.500                                        |                                                  |
| 1934      | Louis Unser                                      | Stutz Special                                    | 16:01.800                                        |                                                  |
| 1935      | W.P. Bentrup                                     | 1935 Chevrolet 1 1/2-ton Truck                   | 26:12.000                                        | [ note 1 ]                                       |
| 1936      | Louis Unser                                      | Shultz Stutz                                     | 16:28.100                                        |                                                  |
| 1937      | Louis Unser                                      | Stutz DV-32                                      | 16:27.300                                        |                                                  |
| 1938      | Louis Unser                                      | Loop Cafe Special                                | 15:49.900                                        |                                                  |
| 1939      | Louis Unser                                      | Snowberger Special                               | 15:39.400                                        |                                                  |
| 1940      | Al Rogers                                        | Joe Coniff Special                               | 15:59.900                                        |                                                  |
| 1941      | Louis Unser                                      | Burd Special                                     | 15:35.200                                        |                                                  |
| 1942–1945 | Keine Wettkämpfe während des Zweiten Weltkrieges | Keine Wettkämpfe während des Zweiten Weltkrieges | Keine Wettkämpfe während des Zweiten Weltkrieges | Keine Wettkämpfe während des Zweiten Weltkrieges |
| 1946      | Louis Unser                                      | Maserati                                         | 15:28.700                                        | [ note 2 ]                                       |
| 1947      | Louis Unser                                      | Maserati                                         | 16:34.770                                        | [ note 3 ]                                       |
| 1948      | Al Rogers                                        | Coniff Special Offenhauser                       | 15:51.300                                        | [ note 3 ]                                       |
| 1949      | Al Rogers                                        | Coniff Special                                   | 15:54.260                                        | [ note 3 ]                                       |
| 1950      | Al Rogers                                        | Coniff Special                                   | 15:39.000                                        | [ note 3 ]                                       |
| 1951      | Al Rogers                                        | Offenhauser                                      | 15:39.700                                        | [ note 3 ]                                       |
| 1952      | George Hammond                                   | Kurtis Kraft Offenhauser Special                 | 15:30.650                                        | [ note 3 ]                                       |
| 1953      | Louis Unser                                      | Federal Engineering Special                      | 15:15.400                                        | [ note 3 ]                                       |
| 1954      | Keith Andrews                                    | Joe Hunt                                         | 14:39.700                                        | [ note 3 ]                                       |
| 1955      | Bob Finney                                       | Dick Frenzel Special                             | 14:27.200                                        | [ note 3 ]                                       |
| 1956      | Bobby Unser                                      | Unser Special                                    | 14:27.000                                        | [ note 4 ]                                       |
| 1957      | Bob Finney                                       | Dick Frenzel Special                             | 14:11.700                                        | [ note 4 ]                                       |
| 1958      | Bobby Unser                                      | Unser Special                                    | 13:47.900                                        | [ note 4 ]                                       |
| 1959      | Bobby Unser                                      | Unser Special                                    | 13:36.500                                        | [ note 4 ]                                       |
| 1960      | Bobby Unser                                      | Unser Special                                    | 13:28.500                                        | [ note 4 ]                                       |
| 1961      | Bobby Unser                                      | Unser Special                                    | 12:56.700                                        | [ note 4 ]                                       |
| 1962      | Bobby Unser                                      | Unser Special                                    | 12:05.800                                        | [ note 4 ]                                       |
| 1963      | Bobby Unser                                      | Chevrolet 327                                    | 12:30.600                                        | [ note 4 ]                                       |
| 1964      | Al Unser                                         | Offenhauser                                      | 12:24.500                                        | [ note 4 ]                                       |
| 1965      | Al Unser                                         | Harrison Ford                                    | 12:54.300                                        | [ note 5 ]                                       |
| 1966      | Bobby Unser                                      | Chevrolet                                        | 12:23.800                                        | [ note 5 ]                                       |
| 1967      | Wes Vandervoort                                  | Chevrolet                                        | 12:46.300                                        | [ note 5 ]                                       |
| 1968      | Bobby Unser                                      | Rislone Special                                  | 11:54.900                                        | [ note 5 ]                                       |
| 1969      | Mario Andretti                                   | Chevrolet STP Special                            | 12:44.070                                        | [ note 5 ]                                       |
| 1970      | Ted Foltz                                        | Chevrolet 303                                    | 12:41.100                                        | [ note 4 ]                                       |
| 1971      | Ak Miller                                        | 1970 Ford Mustang                                | 14:18.600                                        |                                                  |
| 1972      | Roger Mears                                      | Volkswagen 2180                                  | 13:26.840                                        |                                                  |
| 1973      | Roger Mears                                      | Volkswagen 2180                                  | 12:54.790                                        |                                                  |
| 1974      | Errol Kobilan                                    | Sprint Chevrolet 302                             | 12:54.770                                        |                                                  |
| 1975      | Orville Nance                                    | Chevrolet 327                                    | 12:36.650                                        |                                                  |
| 1976      | Rick Mears                                       | Porsche 2386                                     | 12:11.890                                        |                                                  |
| 1977      | Bob Herring                                      | Chevrolet 350                                    | 12:15.720                                        |                                                  |
| 1978      | Errol Kobilan                                    | Chevrolet                                        | 11:55.830                                        |                                                  |
| 1979      | Dick Dodge junior                                | Hoffpauir Wells Coyote Chevrolet                 | 11:54.180                                        |                                                  |
| 1980      | Ted Foltz                                        | 1970 Chevrolet 350                               | 12:15.810                                        |                                                  |
| 1981      | Gary Lee Kanawyer                                | 1976 N-D Porsche                                 | 12:03.960                                        |                                                  |
| 1982      | Bill Brister                                     | Woziwodzki Wells Coyote Chevrolet                | 11:44.820                                        |                                                  |
| 1983      | Al Unser jr.                                     | Woziwodzki Wells Coyote Chevy                    | 11:38.300                                        |                                                  |
| 1984      | Bill Brister                                     | 1981 Wells Coyote                                | 11:44.490                                        |                                                  |
| 1985      | Michèle Mouton                                   | Audi Sport quattro S1                            | 11:25.390                                        |                                                  |
| 1986      | Bobby Unser                                      | Audi Sport Quattro SL                            | 11:09.220                                        |                                                  |
| 1987      | Walter Röhrl                                     | Audi Sport Quattro E2 Pikes Peak                 | 10:47.850                                        |                                                  |
| 1988      | Ari Vatanen                                      | Peugeot 405 Turbo 16                             | 10:47.220                                        |                                                  |
| 1989      | Robby Unser                                      | Peugeot 405 Turbo 16                             | 10:48.340                                        |                                                  |
| 1990      | Robby Unser                                      | Unser Chevrolet                                  | 11:32.860                                        |                                                  |
| 1991      | David Donner                                     | Donner-Dykstra Chevrolet                         | 11:12.420                                        |                                                  |
| 1992      | Robby Unser                                      | Unser Chevrolet                                  | 10:53.870                                        |                                                  |
| 1993      | Paul Dallenbach                                  | Davis Chevrolet                                  | 10:43.630                                        |                                                  |
| 1994      | Rod Millen                                       | Toyota Celica AWD Turbo                          | 10:04.060                                        |                                                  |
| 1995      | Nobuhiro Tajima                                  | Suzuki Escudo                                    | 7:53.000                                         | [ note 6 ]                                       |
| 1996      | Rod Millen                                       | Toyota Celica                                    | 10:13.640                                        |                                                  |
| 1997      | Rod Millen                                       | Toyota Celica                                    | 10:04.540                                        |                                                  |
| 1998      | Rod Millen                                       | Toyota Celica                                    | 10:07.700                                        |                                                  |
| 1999      | Rod Millen                                       | Toyota Celica                                    | 10:11.150                                        |                                                  |
| 2000      | Larry Ragland                                    | 2000 GMC Envoy                                   | 11:17.660                                        |                                                  |
| 2001      | Gary Lee Kanawyer                                | 1981 Wells Coyote                                | 10:39.760                                        |                                                  |
| 2002      | David Donner                                     | 1997 Donner Dykstra                              | 10:52.300                                        | [ note 7 ]                                       |
| 2003      | Paul Dallenbach                                  | 2000 PVA-01                                      | 11:34.700                                        | [ note 8 ]                                       |
| 2004      | Robby Unser                                      | Subaru Impreza STIE                              | 11:47.280                                        | [ note 9 ]                                       |
| 2005      | David Donner                                     | Donner/Dykstra Special                           | 11:15.680                                        | [ note 10 ]                                      |
| 2006      | Nobuhiro Tajima                                  | Suzuki Sport                                     | 7:38.900                                         | [ note 6 ] [ note 11 ]                           |
| 2007      | Nobuhiro Tajima                                  | Suzuki XL7                                       | 10:01.408                                        | [ note 12 ]                                      |
| 2008      | Nobuhiro Tajima                                  | Suzuki XL7                                       | 10:18.250                                        | [ note 13 ]                                      |
| 2009      | Nobuhiro Tajima                                  | Suzuki SX4                                       | 10:15.368                                        | [ note 14 ]                                      |
| 2010      | Nobuhiro Tajima                                  | Suzuki SX4                                       | 10:11.490                                        | [ note 15 ]                                      |
| 2011      | Nobuhiro Tajima                                  | Suzuki SX4                                       | 9:51.278                                         | [ note 16 ]                                      |
| 2012      | Rhys Millen                                      | Hyundai Genesis Coupe                            | 9:46.164                                         | [ note 17 ]                                      |
| 2013      | Sébastien Loeb                                   | Peugeot 208 T16 Pikes Peak                       | 8:13.878                                         |                                                  |
| 2014      | Romain Dumas                                     | Norma M20 RD                                     | 9:05.801                                         |                                                  |
| 2015      | Rhys Millen                                      | eO PP03                                          | 9:07.222                                         | [ note 18 ]                                      |
| 2016      | Romain Dumas                                     | Norma M20 RD                                     | 8:51.445                                         |                                                  |
| 2017      | Romain Dumas                                     | 2017 Norma MXX RD Limited                        | 9:05.672                                         |                                                  |
| 2018      | Romain Dumas                                     | VW I.D. R Pikes Peak                             | 7:57.148                                         | [ note 19 ]                                      |
| 2019      | Robin Shute                                      | Wolf TSC-Honda                                   | 9:12.476                                         |                                                  |
| 2020      | Clint Vahsholtz                                  | 2013 Ford Open                                   | 9:35,490                                         |                                                  |
| 2021      | Robin Shute                                      | Wolf GB08 TSC LT                                 | 5:55,246                                         | [ note 6 ]                                       |
| 2022      | Robin Shute                                      | Wolf TSC-FS                                      | 10:09,525                                        |                                                  |
| 2023      | Robin Shute                                      | Wolf TSC-FS                                      | 8:40,080                                         |                                                  |

### Open Rally Class/Unlimited Class (seit 1981)
| Jahr | Sieger            | Fahrzeug                        | Zeit      |
| ---- | ----------------- | ------------------------------- | --------- |
| 1981 | Bud Hoffpauir     | Wells Coyote Special Roadster   | 13:10,100 |
| 1982 | John Buffum       | Audi quattro                    | 12:20,520 |
| 1983 | John Buffum       | Audi quattro                    | 12:27,910 |
| 1984 | Michèle Mouton    | Audi Sport quattro              | 12:10,380 |
| 1985 | Michèle Mouton    | Audi Sport quattro              | 11:25,390 |
| 1986 | Bobby Unser       | Audi Sport quattro S1 E2        | 11:09,220 |
| 1987 | Walter Röhrl      | Audi Sport quattro S1 E2        | 10:47,850 |
| 1988 | Ari Vatanen       | Peugeot 405 Turbo 16            | 10:47,220 |
| 1989 | Robby Unser       | Peugeot 405 Turbo 16            | 10:48,340 |
| 1990 | Robby Unser       | Unser Chevy                     | 11:32,860 |
| 1991 | David Donner      | Donner-Dykstra Chevy            | 11:12,420 |
| 1992 | Nobuhiro Tajima   | Suzuki Swift                    | 12:51,630 |
| 1993 | Nobuhiro Tajima   | Suzuki Swift                    | 10:44,220 |
| 1994 | Rod Millen        | Toyota Celica AWD Turbo         | 10:04,060 |
| 1995 | Nobuhiro Tajima   | Suzuki Escudo                   | 7:53,000* |
| 1996 | Rod Millen        | Toyota Celica                   | 10:13,640 |
| 1997 | Rod Millen        | Toyota Celica                   | 10:04,540 |
| 1998 | Rod Millen        | Toyota Tacoma                   | 10:07,700 |
| 1999 | Rod Millen        | Toyota Tacoma                   | 10:11,150 |
| 2000 | Per Eklund        | Saab 9-3                        | 11:21,580 |
| 2001 | Yutaka Awazuhara  | Suzuki Vitara                   | 11:01,770 |
| 2002 | Per Eklund        | Saab 9-3                        | 11:13,200 |
| 2003 | Paul Dallenbach   | 2000 PVA-01                     | 11:34,700 |
| 2004 | Stig Blomqvist    | Ford RS200E                     | 5:16,800* |
| 2005 | Koichi Horiuchi   | Mitsubishi FTO                  | 11:34,570 |
| 2006 | Nobuhiro Tajima   | Suzuki XL7 Hill Climb Special   | 7:38,900* |
| 2007 | Nobuhiro Tajima   | Suzuki XL7 Hill Climb Special   | 10:01,408 |
| 2008 | Nobuhiro Tajima   | Suzuki XL7 Hill Climb Special   | 10:18,250 |
| 2009 | Nobuhiro Tajima   | Suzuki SX4                      | 10:15,368 |
| 2010 | Nobuhiro Tajima   | Suzuki SX4                      | 10:11,490 |
| 2011 | Nobuhiro Tajima   | Suzuki SX4                      | 9:51,278  |
| 2012 | David Donner      | Palatov D4PPS                   | 10:04,652 |
| 2013 | Sébastien Loeb    | Peugeot 208 T16 Pikes Peak      | 8:13,878  |
| 2014 | Romain Dumas      | Norma M20 RD Limited            | 9:05,801  |
| 2015 | Dominic Dobson    | Radical SR8                     | 10:15,289 |
| 2016 | Romain Dumas      | Norma M20 RD Limited            | 8:51,445  |
| 2017 | Romain Dumas      | 2017 Norma MXX RD Limited       | 9:05,672  |
| 2018 | Romain Dumas      | VW I.D. R Pikes Peak            | 7:57,148  |
| 2019 | Robin Shute       | Wolf TSC-Honda                  | 9:12,476  |
| 2020 | Daijiro Yoshihara | Toyota GT86                     | 10:05,006 |
| 2021 | Robin Shute       | Wolf GB08 TSC LT                | 5:55,246* |
| 2022 | Robin Shute       | Wolf TSC-FS                     | 10:09,525 |
| 2023 | Robin Shute       | Wolf TSC-FS                     | 8:40,020  |
| 2024 | Romain Dumas      | Ford F-150 Lightning SuperTruck | 8:53,553  |

*Gekürzte Strecke

## Markensiege der Open Rally Class/Unlimited Class (ab 1981)
| Siege | Marke            | Jahr(e)                           |
| ----- | ---------------- | --------------------------------- |
| 10    | Suzuki           | 1992, 1993, 1995, 2001, 2006–2011 |
| 6     | Audi             | 1982–1987                         |
| 6     | Toyota           | 1994, 1996–1999, 2020             |
| 4     | Wolf Racing Cars | 2019, 2021–2023                   |
| 3     | Peugeot          | 1988, 1989, 2013                  |
| 3     | Norma            | 2014, 2016, 2017                  |
| 2     | Saab             | 2000, 2002                        |
| 2     | Ford             | 2004, 2024                        |
| 1     | Wells Coyote     | 1981                              |
| 1     | Unser            | 1990                              |
| 1     | Donner-Dykstra   | 1991                              |
| 1     | 2000 PVA         | 2003                              |
| 1     | Mitsubishi       | 2005                              |
| 1     | Palatov          | 2012                              |
| 1     | Radical          | 2015                              |
| 1     | Volkswagen       | 2018                              |

## Aktuelle Pikes-Peak-Rekorde
| Jahr | Kategorie             | Zeit      | Fahrer               | Nationalität | Fahrzeug                  |
| ---- | --------------------- | --------- | -------------------- | ------------ | ------------------------- |
| 2018 | Electric Prototype    | 07:57,148 | Romain Dumas         | FRA          | VW I.D. R Pikes Peak      |
| 2018 | Unlimited             | 07:57,148 | Romain Dumas         | FRA          | VW I.D. R Pikes Peak      |
| 2013 | Time Attack           | 09:46,001 | Paul Dallenbach      | USA          | Hyundai Genesis Coupé     |
| 2017 | Pikes Peak Open       | 09:33.797 | Peter Cunningham     | USA          | 2017 Acura TLX GT         |
| 2016 | Electric Vehicle      | 08:57.118 | Rhys Millen          | NZL          | 2016 eO PP100             |
| 2017 | 1205cc                | 09:49.625 | Christopher Fillmore | USA          | KTM 1290 Super Duke R     |
| 2013 | Exhibition Powersport | 10:00,694 | Carlin Dunne         | USA          | Lightning LS-218          |
| 2017 | Open Wheel            | 09:35.747 | Clint Vahsholtz      | USA          | 2013 Ford Open            |
| 2013 | Superbike 750cc       | 10:31,499 | Michael Henao        | USA          | Kawasaki Ninja ZX-6 R     |
| 2015 | Diesel                | 11:37,149 | Uwe Nittel           | GER          | Mercedes C300d 4MATIC     |
| 2013 | 450cc                 | 10:32,964 | Jeffrey Tigert       | USA          | Honda CRF 450             |
| 2012 | Exhibition            | 10:56,240 | Rick Knoop           | USA          | Lister Knoop/Mann Special |

## Sonstiges
Als neuseeländisches Gegenstück zum Race To The Clouds galt seit 1998 das alljährliche Race To The Sky im Cardrona Valley (Central Otago District), das aber im Jahr 2007 zum vorläufig letzten Mal ausgetragen wurde. Und als „Europas Pikes-Peak-Race“ wurden 1988 und 1989 die beiden Bergrennen auf dem Erzberg in Österreich bezeichnet.
Das Pikes-Peak-Rennen ist in mehreren Videospielen erschienen. Gran Turismo 2 enthält eine verkürzte, nicht originalgetreue Interpretation der unbefestigten Strecke. Auch in Colin McRae: Dirt und DiRT Rally, beide aus der Rennspielserie Colin McRae Rally, ist die Strecke zu befahren. In letzterem sind sowohl die unbefestigte, als auch die asphaltierte Strecke des Pikes-Peak-Rennens nachempfunden.